# Marcel Pauker

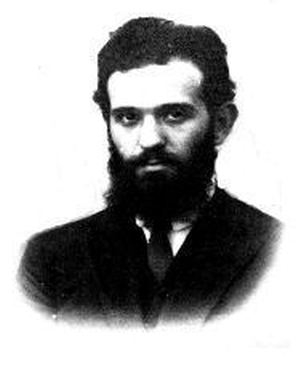
Marcel Pauker

Marcel Pauker (geboren 6. Dezember 1896 in Bukarest; gestorben 16. August 1938 in Butowo bei Moskau) war ein rumänischer Bauingenieur und als Politiker führendes Mitglied der Rumänischen Kommunistischen Partei (RKP). Er war mit der späteren rumänischen Außenministerin Ana Pauker verheiratet und wurde ein Opfer des Großen Terrors.

## Leben

### Kindheit, Studium und Heirat
Marcel Pauker wuchs als Einzelkind in einer wohlhabenden säkular-jüdischen Familie in Bukarest auf, sein Vater Simion Pauker war Anwalt und Verleger verschiedener rumänischer Zeitungen, darunter Adevărul. In seinen autobiografischen Aufzeichnungen beschreibt Marcel Pauker beide Zweige seiner Familie als „ganz rumänisiert und die letzten drei Generationen sprechen und verstehen nicht mehr das jüdische Idiom“. Wie seine spätere Frau Ana Rabinsohn, die aus einer orthodox-jüdischen Familie stammte, lebte er als Kind oft auf dem Land, wo er, wie er beschreibt, „jedes Jahr vier bis fünf Monate auf dem Lande verbrachte, alle Feldarbeiten mitmachte und das Leben und Leiden auf dem Dorfe mit jugendlicher Intensität miterlebte… Ich konnte die kannibalische Bauern-Aussaugung von unten her kennenlernen… es wurde mir warm vor Liebe zu unserem gutmütigen, leidenden, rumänischen Volke.“ Er berichtet, wie er und seine Geschwister auf den Knien des Matrosen Matjuschenko (1879–1907) gesessen hatten, der den Aufstand auf dem Panzerkreuzer Potemkin angeführt hatte, sich nach der Landung des Schiffes in Constanța in Paukers Elternhaus versteckt hatte und nach seiner Rückkehr nach Russland hingerichtet wurde. Seine Schulzeit absolvierte Pauker in einer lutherischen Schule in Bukarest mit deutscher Unterrichtssprache. Nach seinem Abitur studierte er Ingenieurtechnik in Bukarest und Zürich. Bei Ausbruch des Ersten Weltkriegs kehrte er nach Rumänien zurück, wurde als Artillerist eingezogen und im Verlauf des Krieges zum Unterleutnant befördert. Nach Kriegsende setzte er sein Studium in Zürich fort, wo er 1921 als Ingenieur diplomiert wurde. Im selben Jahr heiratete er Ana Pauker geb. Rabinsohn, die er 1918 kennengelernt hatte. Das Paar hatte drei Kinder, von denen das erste, die Tochter Tanio, mit sieben Monaten an Dysenterie starb. Obwohl die Eltern durch diese Erfahrung schwer belastet wurden, tat dies ihrem Einsatz für die Parteiarbeit keinen Abbruch.

### Mitglied der Kommunistischen Partei
Ab 1922 war Marcel Pauker Mitglied im Zentralkomitee und Politbüro der RKP sowie Chefredakteur des Parteiorgans Socialismul. Als Delegierter des kommunistischen Balkanverbandes reiste er zu Komintern-Konferenzen in Sofia (Juni 1922), Moskau (November–Dezember 1922), wo neben seiner Frau auch Lucrețiu Pătrășcanu und Elek Köblös anwesend waren, der von Pauker als sowjetischer Spion bezeichnet wurde, und Berlin (1923). In Moskau belegte er Kurse an der Internationalen Lenin-Schule, trennte sich dann aber von seiner Frau. Nach seiner Rückkehr nach Rumänien wurde er verhaftet und verbrachte ein Jahr im Gefängnis, bis er im Rahmen einer Generalamnestie freigelassen wurde. Er wird als gut aussehend, selbstsicher und impulsiver Charakter beschrieben, der unbeirrbar an seinen Grundsätzen festhielt und schon in den frühen 1920er Jahren nicht zögerte, ältere erfahrene Parteigenossen zu kritisieren, zu denen neben seinem Mentor Eugen Varga auch sowjetische Funktionäre zählten.
Innerhalb der Komintern war er in einen Machtkampf mit Vitali Holostenco (1900–1937) verwickelt. Er bezeichnete dessen Nationale Bauernpartei als faschistisch, Holostenco erhielt jedoch Unterstützung durch Béla Kun. Bei einem neuerlichen Aufenthalt in der Sowjetunion erhielt Pauker für seine Kritik an Holostenco einen Tadel sowie ein Verbot der politischen Betätigung. Im Rahmen der Industrialisierung der Sowjetunion wurde er als Ingenieur nach Magnitogorsk in Westsibirien beordert, wo er von 1930 bis 1932 beim Aufbau des 1. Quartals mitwirkte. Trotz Warnungen von Freunden, nach seiner Rückkehr nicht wieder sowjetischen Boden zu betreten, reiste er zu Beginn des Jahres 1937 wiederum nach Moskau, wo seine zwei Kinder in einem Heim der MOPR untergebracht waren und wo der Große Terror unter Stalin inzwischen in vollem Gange war. Am 21. März 1937 wurde er durch den NKWD verhaftet, im Taganka-Gefängnis in Moskau gefangengehalten und der Spionage zugunsten von Rumänien angeklagt, was er schließlich, wahrscheinlich unter Folter, zugab. Er wurde zum Tode verurteilt und am 16. August 1938 in Butowo bei Moskau erschossen. Im Rahmen der Entstalinisierung wurde Pauker 1957 von Chruschtschow rehabilitiert.
Im Verlauf seines Lebens benutzte Pauker verschiedene Pseudonyme, darunter Burghezul, Herman Gugenheim, Paul Lampart, Luximin, Puiu, Priu, Semionovici Marin, Stepan und Paul Weiss. Das handschriftliche Original seiner deutsch geschriebenen autobiographischen Aufzeichnungen befindet sich im Archiv des russischen Sicherheitsministeriums.